# Sneeuwwitje (Efteling)
Sneeuwwitje is een sprookje in het Nederlandse attractiepark de Efteling. Het sprookje opende in 1952. 
Sneeuwwitje opgebaard in een glazen kist in een grot met de 7 dwergen om haar heen was 1 van de eerste 10 oorspronkelijke sprookjes. In 1975 werd de grot aangepast door Ton van de Ven na sterke veroudering. De renovatie kostte 100.000 gulden. In 1962 kwamen de toverspiegel en de vergiftigde appel in het Sprookjesmuseum te liggen. Sinds 1999 heeft de stiefmoeder haar eigen kasteel (naar ontwerp van Henny Knoet).

## Verhaal
Het sprookje Sneeuwwitje gaat over een boze koningin die zo jaloers is op de schoonheid van haar stiefdochter, dat de prinses moet vluchten en uiteindelijk terecht komt bij zeven dwergen waar ze onderduikt, tot de stiefmoeder haar met behulp van een toverspiegel weet te vinden en haar alsnog probeert te vermoorden.

## Trivia
- In 2018 werden de grot van Sneeuwwitje en het kasteel van de stiefmoeder gerenoveerd.[1]
- In 2022 werd de projectietechniek van de toverspiegel verbeterd waardoor het beeld scherper is.
- Het sprookjesboek, dat een korte samenvatting van het sprookje geeft, werd in 2016 toegevoegd.

Lijst van attracties in de Efteling · Lijst van sprookjes in de Efteling · Afbeeldingen